# Brachyrhopala quadricincta
Brachyrhopala quadricincta är en tvåvingeart som först beskrevs av Jacques-Marie-Frangile Bigot 1878.  Brachyrhopala quadricincta ingår i släktet Brachyrhopala och familjen rovflugor. Inga underarter finns listade i Catalogue of Life.